# 枚方市立東香里小学校
枚方市立東香里小学校（ひらかたしりつ ひがしこうりしょうがっこう）は、大阪府枚方市東香里南町にある公立小学校。

## 沿革
- 1982年（昭和57年）4月1日 - 枚方市立春日小学校から分離し開校。

## 通学区域
- 高田1丁目、東香里1丁目、東香里2丁目、東香里3丁目（1番及び2番に限る。）、東香里南町、東香里元町[1]

※卒業後は基本的に枚方市立東香里中学校に進学する。